# Planinica, Dimitrovgrad
Planinica (izvirno srbsko Планиница) je naselje v Srbiji, ki upravno spada pod Občino Dimitrovgrad; slednja pa je del Pirotskega upravnega okraja.

## Demografija
V naselju živi 8 polnoletnih prebivalcev, pri čemer je njihova povprečna starost 71,4 let (72,0 pri moških in 70,5 pri ženskah). Naselje ima 5 gospodinjstev, pri čemer je povprečno število članov na gospodinjstvo 1,60.
To naselje je v glavnem bolgarsko (glede na popis iz leta 2002).
|  |

| Demografija | Demografija     | Demografija     |
| Leto        | Št. prebivalcev | Št. prebivalcev |
| ----------- | --------------- | --------------- |
|             |                 |                 |
|             |                 |                 |
|             |                 |                 |
|             |                 |                 |
| 1948        | 147             |                 |
| 1953        | 146             |                 |
| 1961        | 111             |                 |
| 1971        | 71              |                 |
| 1981        | 35              |                 |
| 1991        | 15              | 15              |
| 2002        | 8               | 8               |
|             |                 |                 |

| Etnična sestava po popisu iz leta 2002 | Etnična sestava po popisu iz leta 2002 | Etnična sestava po popisu iz leta 2002 | Etnična sestava po popisu iz leta 2002 | Etnična sestava po popisu iz leta 2002 |
| -------------------------------------- | -------------------------------------- | -------------------------------------- | -------------------------------------- | -------------------------------------- |
| Bolgari                                | Bolgari                                |                                        | 6                                      | 75,0%                                  |
| Srbi                                   | Srbi                                   |                                        | 2                                      | 25,0%                                  |
| Neznano                                | Neznano                                |                                        | 0                                      | 0,0%                                   |